# Каранг великий
Каранг великий (Caranx hippos) — вид окунеподібних риб родини Ставридові (Carangidae). Є об'єктом спортивної риболовлі, а його м'ясо має чудові смакові якості.

## Поширення
Риба поширена у тропічній та субтропічній частині Західної Атлантики від берегів Нової Шотландії до Уругвай. У східній частині Атлантичного океану ареал простягається від узбережжя Португалії до Анголи, а також включає західну частину Середземного моря.

## Опис
Розмір тіла сягає до 120 см, вага — до 32 кг. Тіло подовжене і дещо стиснуте. Грудні плавці у формі серпа. Існує два шипи на анальному плавці. Анальний плавець яскраво-жовтий. Має специфічну чорну пляму на краю зябрової кришки.

## Спосіб життя
Мешкає на глибинах до 200 метрів над континентальним шельфом. Молодь збирається у великих, рухомі зграї, дорорслі живуть поодинці. Живиться дрібною рибою, креветками та іншими безхребетними.